# Хендри, Стивен
Сти́вен Гордон Хе́ндри, MBE (англ. Stephen Gordon Hendry; род. 13 января 1969, Квинсферри, Уэст-Лотиан) — шотландский профессиональный игрок в снукер. Завершил карьеру в 2012 году, но вернулся в Мэйн-тур в сезоне 2020/2021.   
Семикратный чемпион мира (1990, 1992—1996, 1999). Один из самых титулованных игроков за всю историю снукера — 36 побед в рейтинговых турнирах (Ронни О'Салливан, выиграв 16 августа 2020 года Чемпионат мира по снукеру, побил этот рекорд Стивена Хендри по количеству выигранных рейтинговых турниров). В девяти сезонах (из них 8 сезонов подряд) занимал первую строчку мирового рейтинга. Член Зала славы снукера с 2011 года. Многие специалисты называют его одним из лучших снукеристов современности.  
В 1994 году Стивен Хендри был награждён орденом Британской империи.

## Биография и карьера
Родился в Эдинбурге, стал известен в Файфе, где окончил Inverkeithing High School — одну из древних школ Великобритании. 
Проживал в маленьком шотландском городе Охтерадере с женой Мэнди, а также сыновьями Блэйном (род. 1996) и Картером (род. 2004). Развёлся после 19 лет брака. Новая жена Лорен на 20 лет моложе его.

### Любительские годы (1981–1985)
Хендри начал играть в снукер в 1981 в возрасте 12 лет, когда его отец, Гордон Хендри, подарил на Рождество детский стол. Два года спустя Стивен выиграл Чемпионат Шотландии для игроков не старше 16 лет. Он также участвовал в юниорской версии турнира Pot Black. В 1984 году ему покорился Чемпионат Шотландии среди любителей, а на Чемпионате мира среди любителей он стал самым молодым участником за всю историю турнира. В 1985 году, успешно защитив титул чемпиона Шотландии, Хендри начал профессиональную карьеру. В возрасте 16 лет и 3 месяцев он стал самым молодым профессиональным игроком в истории снукера. Менеджером Хендри стал Иэн Дойл.

### Начало карьеры (1986–1988)
В первый сезон Хендри удалось пробиться в 32 лучших игрока турнира серии Classic и выиграть Чемпионат Шотландии 1986 года, став самым молодым чемпионом. Он также оказался самым молодым игроком, пробившимся в основную сетку Чемпионата мира — этот рекорд был превзойдён только в 2012 году, когда Люка Бресель преодолел квалификацию в возрасте 17 лет и 1 месяца. На турнире Хендри проиграл 8–10 Вилли Торну, который проводил его аплодисментами.
В следующем сезоне Хендри вновь выиграл Чемпионат Шотландии, дошёл до четвертьфиналов в серии Гран-при и Чемпионате мира, где уступил 12–13 действующему и будущему чемпиону Джо Джонсону, и пробился в полуфинал Classic. Вместе с Майком Халлеттом Хендри одержал победу в Чемпионате мира среди пар.
В сезоне 1987/88 Хендри выиграл первый рейтинговый турнир — Гран-при — одолев в финале Денниса Тейлора со счетом 10–7, и Открытый чемпионат Великобритании. Он также завоевал ещё три трофея: сохранил титул чемпиона Шотландии и чемпиона мира в парном разряде (с Халлеттом) и выиграл Australian Masters. К концу сезона Хендри поднялся на четвёртую строчку рейтинга и был назван спортсменом года по версии BBC Scotland.
В следующем сезоне ему не удалось выиграть ни одного рейтингового турнира, однако он первенствовал на New Zealand Masters и выиграл первый титул турнира «Мастерс» в Уэмбли.

### Чемпион мира и номер один в рейтинге (1989–1999)
Сезон 1989/90 стал началом доминирования Хендри в мировом снукере. Он выиграл Чемпионат Великобритании, Dubai Classic, Asian Open, Scottish Masters, «Мастерс» и впервые победил на Чемпионате мира, выиграв в финале 18–12 у Джимми Уайта. Благодаря этим достижениям, он в возрасте 21 года занял первую строчку мирового рейтинга.
В следующем сезоне Хендри установил новый рекорд, выиграв пять рейтинговых турниров, и в третий раз первенствовал в турнирах серии «Мастерс», отыгравшись в финале с Майком Халлеттом с 0–7 до 9–8. Однако защитить мировой титул Хендри не смог: в четвертьфинале его вывел из борьбы Стив Джеймс.
В сезоне 1991/92 Хендри вернул титул чемпиона мира, в финале с Джимми Уайтом выдав победную серию из 10 взятых фреймов. К этому добавились победы в Гран-при и на Открытом чемпионате Уэльса. Столько же успешным стал турнир «Мастерс», а во время игры Matchroom League он впервые в карьере сделал брейк в 147 очков.
Год спустя Хендри снова стал чемпионом мира и пятый раз подряд выиграл «Мастерс». В сезоне 1993/94 снукериста ждал напряжённый финал в Чемпионате мира, который он выиграл с минимальным преимуществом над Джимми Уайтом.
В 1997 Стивен Хендри встретился с Ронни О’Салливаном в финале Liverpool Victoria Charity Challenge. В матче до 9 побед Хендри взял хороший старт, поведя 6—1, а затем 8—2, сделав при этом три сенчури-брейка на 110, 129 и 136 очков, О’Салливан в выигранных двух фреймах один раз набрал 106 очков. После этого О’Салливан взял подряд шесть фреймов, сравняв счёт. В решающем фрейме Хендри длинным ударом закатил красный шар и вышел под чёрный, после чего очистил стол, набрав максимальный брейк в 147 очков и выиграв турнир.
В сезоне 1994/95, после награждения орденом Британской империи, Хендри выиграл три рейтинговых турнира, включая Чемпионат мира и Чемпионат Великобритании. В финале Чемпионата Великобритании против Кена Доэрти он сделал семь сенчури-брейков и победил 10—5. Этот матч журналист Дейвид Хендон назвал лучшей игрой в истории.
В сезоне 1995/96 титулу чемпиона мира и чемпиона Великобритании остались у Хендри. После финала Чемпионата мира против Питера Эбдона, который окончился со счётом 18–12, Хендри сравнялся по числу мировых корон с Рэем Риардоном и Стивом Дэвисом.
В 1997 году BBC Scotland второй раз назвала Хендри спортсменом года. В этот сезон три рейтинговых турнира покорились Хендри, однако в споре за титул чемпиона мира сильнее оказался Кен Доэрти, выигравший у Хендри в финале 18—12.
Со следующего сезона многолетнее доминирование Стивена Хендри пошло на убыль. Он выиграл всего один рейтинговый турнир — Thailand Masters. В 1998 году в финале «Мастерс» Хендри в финале против Марка Уильямса вёл со счётом 9–6 и для победы должен был выиграть всего один фрейм, но упустил несколько шансов и в конце концов ошибся на чёрном шаре в решающем фрейме, подарив победу Уильямсу. Многие считают этот матч одним из величайших в истории снукера. В мировом рейтинге Хендри потерял первую позицию, впервые с 1990 года, а в Чемпионате мира вылетел в первом круге, проиграв 4—10 Джимми Уайту.
Сезон 1998/99 начался с неожиданного проигрыша 0–9 в первом раунде Чемпионата Великобритании пробившемуся через квалификацию Маркусу Кэмпбеллу. Однако к концу сезона Хендри восстановил форму и выиграл Открытый чемпионат Шотландии и рекордный седьмой Чемпионат мира. В полуфинале он одолел Ронни О’Салливана 17–13, после чего в финале взял верх над Марком Уильямсом 18–11. Но это был его последний мировой титул.

### Последующая карьера (1999—2012)

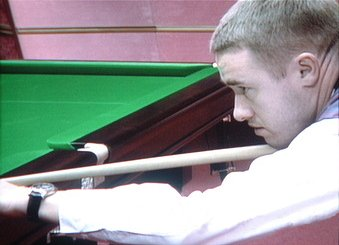
Хендри во время Чемпионата мира 2002 года

Следующий сезон начался для Хендри успешно: он выиграл три рейтинговых турнира, включая Открытый чемпионат Великобритании, где ему удалось сделать пятый в карьере и первый в финале рейтингового турнира максимальный брейк. Однако в первом раунде Чемпионата мира его неожиданно обыграл дебютант соревнования Стюарт Бингем.
Сезон 2000/01 для игрока уровня Хендри можно назвать провальным: он не выиграл ни одного рейтингового турнира, чего не случалось с сезона 1988/89, и только один раз играл в финале.
Однако в следующем сезоне ему удалось победить на Открытом чемпионате Европы по снукеру и вплотную подобраться к восьмому титулу чемпиона мира. В полуфинале он разбил действующего чемпиона Ронни О’Салливана 17–13 и только в последнем финальном фрейме уступил победу Питеру Эбдону. В дальнейшем Хендри не играл в финалах Чемпионата мира.
В сезоне 2002/03 Открытый чемпионат Уэльса остался за Хендри, однако кроме него самыми высокими достижениями в рейтинговых турнирах стали только финалы «Мастерс» и Открытого чемпионата Европы.
В сезоне 2003/04 Хендри первенствовал на Открытом чемпионате Великобритании и в Премьер-лиге, а также играл в финале Чемпионата Великобритании, где уступил Мэттью Стивенсу 8—10. Этот же сезон принёс Стивену Хедри разгромное поражение от Ронни О’Салливана в полуфинале Чемпионата мира со счётом 4—17.
Сезон 2004/05 был отмечен лишь одной победой в рейтинговом турнире, последней в карьере Хендри: он выиграл Кубок Мальты. Ещё два турнира окончились проигрышем в финале: Открытый чемпионат Уэльса, где Ронни О’Салливан победил с минимальным перевесом, и Открытый чемпионат Китая, на котором лучшим был Дин Цзюньхуэй.
Сезон 2005/06 побед в рейтинговых турнирах не принёс. Лучшим достижением стал полуфинал чемпионата Великобритании, где его победил Стив Дэвис, 9:6. Проигрыш ждал Стивена и в финале Премьер-лиги. Здесь Ронни в матче «в одни ворота» разгромил Стивена, 6:0. Стивен проиграл в первом раунде Masters Алану Макманусу, 4:6, а затем не сумел защитить титул чемпиона Мальты. Резвое начало — победа над Нилом Робертсоном, 5:1, (причём Хендри сделал в этом матче аж 4 сенчури) привела к поражению от Джона Хиггинса, 2:5, в четвертьфинале. Не заладилась игра у Хендри и на других турнирах. В результате конкуренция между ним и Ронни О’Салливаном в борьбе за первое место должна была окончится, так как оба они провели сезон просто кошмарно. Хендри вдобавок ко всему проиграл в первом раунде чемпионата мира Найджелу Бонду, 9:10, не сумев забить контрольный чёрный шар. Но, как ни парадоксально, Хендри по итогам этого сезона снова стал первым. Случилось то, что не удавалось ему, начиная с 1998 года, но случилось по стечению обстоятельств, а не из-за сильной игры Стивена.
В сезоне 2006/07 Хендри проиграл во втором раунде турнира Трофей Северной Ирландии Стивену Ли 4:5. Уступил в первом раунде Pot Black Cup Кену Доэрти. На Гран-при он показал беспрецедентную игру, уступив всем игрокам, кроме Марка Селби, в своей группе и закончив выступления на последнем месте. Стивен не сумел пробиться в основные соревнования Премьер-лиги и занял лишь 6 место в групповом этапе. Реабилитация наступила на чемпионате Великобритании. Поначалу Хендри еле-еле победил Дейва Харольда, 9:7, но потом переиграл Марка Уильямса, 9:6. В четвертьфинале Ронни О’Салливан отказался продолжить матч с ним, мотивировав это своей отвратительной игрой, и сдался при счёте 1:4. В полуфинале Стивен одолел Грэма Дотта, и казалось бы, вот и возвращение Хендри в элиту снукера. Но в финале он безнадёжно проиграл Питеру Эбдону, 6:10, при том, что Стивен лидировал 3:1. На Мастерс Хендри проиграл Дину Цзюньхуэю в полуфинале, однако ему удалось дойти до четвертьфинала на Мальте, где он уступил в решающем фрейме Алистеру Картеру. На Мальте шотландец сделал свой рекордный — 700 - й — сенчури-брейк в матче с Милкинсом. На Welsh Open он потерпел поражение от Нила Робертсона, 3:5. Хендри забил немало очень трудных шаров и сумел сократить отставание с 0:4 до 3:4, но в восьмой партии Нил показал очень сильную игру в череде отыгрышей и поставил трудный снукер, из которого Хендри прекрасно вышел. Но поскольку Стивен играл из снукера, у Нила всё же остался сложный красный в середину, положив который в лузу, Нил, как оказалось, не дал Стивену больше подойти к столу. На China Open он уступил в первом раунде Марко Фу, 4:5. На чемпионате мира он едва-едва совладал с Дэвидом Гилбертом, 10:7, хотя поначалу проигрывал 1:5. Во втором раунде Картер нанёс Хендри серьезное поражение, 13:6. В результате номер 1 опустился аж до восьмого места в рейтинге.
Первая половина сезона 2007/08, мягко говоря, не задалась. Стивен на новом рейтинговом турнире — Шанхай Мастерс — победил лишь Найджела Бонда, вернув конечно не весь «долг», но, по крайней мере, его часть за поражение на чемпионате мира 2006 в первом круге, а затем уступил Стивену Ли. Уступил в полуфинале Pot Black Шону Мёрфи, сперва переиграв Нила Робертсона. На Гран-при до последнего матча имел шансы на выход из группы, но, проиграв малоизвестному Марку Дэвису, в следующий раунд не прошёл. Выиграв первый матч, снова уступил Мёрфи, на этот раз на Northern Ireland Trophy 2007. На чемпионате Великобритании в первом раунде провёл один из своих, уже ставших привычными, провальных матчей, на этот раз с Марком Алленом, проиграв 4:9. И только в Премьер-лиге Хендри взял неплохой старт, победив, например, Ронни О’Салливана, Джона Хиггинса, Нила Робертсона. Но закончилось все это поражением в полуфинале от все того же Ронни, 1:5.
Во второй половине сезона на Мастерс 2008 Стивен в упорной борьбе уступил будущему чемпиону — Марку Селби 5:6, хотя и вел 5:3. На теперь уже не рейтинговой Мальте Стивену удалось взять красивый реванш у Селби, где уступая 0:2, он взял оставшиеся 4 фрейма. Затем им был обыгран Тони Драго и была ничья со Стивеном Магуайром. Но в решающем матче за выход из группы Хендри опять проиграл Мёрфи, причём без шансов — 1:5, хотя тогда стало ясно, что в игре семикратного чемпиона мира намечаются проблески. И действительно, на двух из трёх оставшихся рейтинговых турнирах: на Welsh Open и на главном старте сезона — чемпионате мира Стивен временами показывал близкую к своей лучшей форме игру и дошёл на обоих турнирах до полуфинала, к тому же оба раза проиграл будущим победителям. На Welsh Open в полуфинале он ещё раз встретился с Селби и в тяжёлом поединке уступил, 4:6, продемонстрировав однако 2 сенчури. И, наконец, на чемпионате мира Хендри в стартовом матче взял реванш у Аллена, но насколько тяжелым был матч! После первого перерыва Хендри уступал, 3:6, и в первом фрейме новой сессии Стивену удалось отыграть у Аллена 2 необходимых ему снукера, после чего он блестяще сыграл оставшуюся позицию. Затем счет уже был 7:9, и Аллен имел несколько отличных возможностей выиграть матч. Но молодой Марк, показывавший лучшую свою игру, проявил горячность, а сверхопытный Хендри получал в каждом из оставшихся фреймов шансы и в ключевые моменты был точен — победа 10:9. Далее Хендри уверенно переиграл считавшегося фаворитом в матче Дина Цзюньхуэя, 13:7, и с тем же счётом Райана Дэя. Сложно сказать, что больше всего поспособствовало поражению в полуфинале, 6:17, от Ронни О’Салливана после счёта 4:1 в пользу Стивена, даже несмотря на то, что по словам Стивена, Ронни показал «лучшую игру, продемонстрированную в матчах против него когда-либо». По итогам сезона Хендри смог подняться на 2 строчки официального рейтинга, то есть на 6-ю позицию.

#### Сезон 2008/09
Начало сезона 2008/09 Хендри провёл не лучшим образом. На многих турнирах он выбыл в первом раунде, и только на Чемпионате Бахрейна дошёл до полуфинала, где проиграл Мэттью Стивенсу, 4:6. На Мастерс 2009 года Хендри проиграл в первом же матче. На чемпионате мира 2009 года Хендри в первом круге обыграл своего принципиального соперника по началу XXI века, Марка Уильямса, со счётом 10:7, хотя Стивен по ходу игры уступал 5:7. Во втором раунде его ожидал другой принципиальный оппонент, китайское дарование — Дин Цзюньхуэй. На протяжении всего матча чувствовалось преимущество более опытного Хендри, совершившего в третьей решающей сессии финальный рывок с брейком в 140 очков и, в итоге, победившего со счётом 13:10. В четвертьфинале соперником Стивена стал Шон Мёрфи, оба игрока показали отличную игру, а Стивен в 7-м фрейме при счёте 4:2 сделал максимальный брейк — 147 очков, 9-й в карьере и 2-й на чемпионатах мира. Тем не менее, по словам самого Хендри, он не смог справиться с эмоциональным состоянием после выполнения такого достижения и проиграл со счётом 11:13.

#### Сезон 2009/10
На Шанхай Мастерс Стивен прошёл во второй раунд, благодаря волевой победе над Маркусом Кэмпбеллом: с 0:4 Хендри вырвал победу — 5:4. Однако, во втором круге он уступил по всем статьям прошлогоднему победителю турнира — Рики Уолдену, 1:5. 
В своём первом матче Премьер-лиги 2009 он встретился с Джаддом Трампом и уступил, 2:4, хотя взял два стартовых фрейма, сделав в первом очередной сенчури. Во втором матче Хендри убедительно переиграл Нила Робертсона, 5:1, и вновь сделал сенчури-брейк. Третий матч — с Джоном Хиггинсом — завершился вничью, 3:3. В четвёртом матче — ничья с Ронни О’Салливаном, также 3:3. Очередная ничья, на этот раз с Шоном Мёрфи, 3:3. В последнем матче группового этапа неожиданно уступил Марко Фу (1:5) и потерял возможность играть в полуфинале.
На Гран-при в шотландском Глазго Хендри первый матч, у Мэттью Селта, выиграл — 5:2. Во втором уступил Марку Уильямсу 2:5. На Мастерс Хендри снова уступил в первом раунде, на этот раз Шону Мёрфи 4:6. А на Welsh Open он пробился во второй круг, где впервые за карьеру проиграл Райану Дэю — 3:5.
Впервые в сезоне Хендри вышел в 1/4 финала на China Open 2010. Победив Эндрю Хиггинсона 5:2 и Дэя 5:0, в третьем раунде он уступил Марку Аллену со счётом 4:5. Через две недели в Шеффилде Стивен дошёл до 1/8-й, где с крупным счётом уступил Марку Селби — 5:13. По результатам сезона, который стал одним из худших для Хендри за последние годы, он занял 11-ю позицию в рейтинге.

#### Сезон 2010/11
В сезоне 2010/11 Хендри ни разу не дошёл даже до четвертьфинала в рейтинговых турнирах, а на чемпионате мира проиграл снова в 1/8-й и снова Марку Селби (4:13). Однако, благодаря тому, что Стивен всё же выиграл первый раунд в Крусибле, он остался в Топ-16 в официальном рейтинге. В этом сезоне шотландец сделал всего 9 сенчури-брейков (один из них — максимальный) — самый низкий для него показатель с конца 1980-х, когда он только начинал карьеру.

#### Сезон 2011/12
На чемпионате мира сезона 2011/12 Хендри выиграл у Стюарта Бинэма 10:4, сделав при этом свой 11-й максимум в карьере и снова став сообладателем рекорда вместе с Ронни О'Салливаном, затем у Джона Хиггинса 13:4 и проиграл  1 мая 2012 года в четвертьфинале Стивену Магуайру 2:13. После этого на послематчевой конференции Стивен Хендри объявил об окончании своей профессиональной карьеры в снукере.

#### После завершения профессиональной карьеры
После ухода Стивен Хендри несколько раз посетил Китай, где он занимался продвижением китайского пула. Сыграл показательные матчи с Ронни О'Салливаном и Джимми Уайтом, а 10-11 мая 2013 года на турнире снукерных легенд в составе команды "Остального мира" одержал победу над командой "Англии и Северной Ирландии", сделав 2 сенчури.

### Возвращение (с 2020)
В 2020 году, после 8-летнего перерыва, 50-летний Хендри объявил о возобновлении карьеры. Как почетному чемпиону, WPBSA выдала ему Wild Card на два сезона в Мэйн-туре.
Впервые с 2012 года решил участвовать на турнире BetVictor Gibraltar Open 2021, однако, выступая в первом раунде против Мэттью Селта, проиграл со счётом 1-4.
По итогам двух сезонов Хендри оказался на 128 месте рейтинга, но WPBSA вновь выдала ему Wild Card на два следующих сезона.

### Рекорды
Помимо титулов на чемпионате мира, он пятикратный чемпион Великобритании, шестикратный чемпион Мастерс (пять титулов выиграл подряд, в 1989—1993), шестикратный чемпион Премьер-лиги и четырёхкратный чемпион Гран-при. Всего на его счету 36 рейтинговых титулов, 11 максимальных брейков в 147 очков  (среди них по одному на чемпионатах мира 1995, 2009 и 2012 годов). Хендри заработал снукером больше любого другого игрока (кроме Ронни О’Салливана), — около 9 миллионов фунтов стерлингов. За свою карьеру он сделал более семисот сенчури-брейков — в среднем по 28 сенчури за сезон, и 52 сенчури за один сезон (1995/96). Кроме того, ему принадлежит рекорд по числу сенчури на одном рейтинговом турнире — 16 (чемпионат мира 2002) и в одном матче — 7 (финальный матч чемпионата Великобритании 1994 против Кена Доэрти). Также Хендри дольше, чем любой другой игрок находился в топ-16 мирового рейтинга — 24 сезона подряд, причём из них 9 сезонов он проводил в качестве первого номера.

## Достижения в карьере

### Чемпионат мира[23]
- 1986 Проигрыш в первом раунде

1. 1/16 финала: Вилли Торн 10:8 Стивен Хендри

- 1987 Четвертьфинал

1. 1/16 финала:Стивен Хендри 10:7 Вилли Торн
2. 1/8 финала: Стивен Хендри 13:3 Стив Лонгуорт
3. Четвертьфинал: Джо Джонсон 13:12 Стивен Хендри

- 1988 1/8 финала

1. 1/16 финала: Стивен Хендри 10:6 Дин Рейнолдс
2. 1/8 финала: Джимми Уайт 13:12 Стивен Хендри

- 1989 Полуфинал

1. 1/16 финала: Стивен Хендри 10:9 Гэри Уилкинсон
2. 1/8 финала: Стивен Хендри 13:4 Вилли Торн
3. Четвертьфинал: Стивен Хендри 13:5 Терри Гриффитс
4. Полуфинал: Стив Дэвис 16:9 Стивен Хендри

- 1990 Чемпион

1. 1/16 финала: Стивен Хендри 10:7 Ален Робиду
2. 1/8 финала: Стивен Хендри 13:7 Тони Мео
3. Четвертьфинал: Стивен Хендри 13:6 Даррен Морган
4. Полуфинал: Стивен Хендри 16:11 Джон Пэррот
5. Финал: Стивен Хендри 18:12 Джимми Уайт

- 1991 Четвертьфинал

1. 1/16 финала: Стивен Хендри 10:4 Уоррен Кинг
2. 1/8 финала: Стивен Хендри 13:8 Ален Робиду
3. Четвертьфинал: Стив Джеймс 13:11 Стивен Хендри

- 1992 Чемпион

1. 1/16 финала: Стивен Хендри 10:3 Стивен Мёрфи
2. 1/8 финала: Стивен Хендри 13:10 Джеймс Уоттана
3. Четвертьфинал: Стивен Хендри 13:6 Дин О'Кейн
4. Полуфинал: Стивен Хендри 16:4 Терри Гриффитс
5. Финал: Стивен Хендри 18:14 Джимми Уайт

- 1993 Чемпион

1. 1/16 финала: Стивен Хендри 10:1 Дэнни Фаулер
2. 1/8 финала: Стивен Хендри 13:4 Даррен Морган
3. Четвертьфинал: Стивен Хендри 13:7 Найджел Бонд
4. Полуфинал: Стивен Хендри 16:9 Алан Макманус
5. Финал: Стивен Хендри 18:5 Джимми Уайт

- 1994 Чемпион

1. 1/16 финала: Стивен Хендри 10:1 Сарринда Гилл
2. 1/8 финала: Стивен Хендри 13:2 Дэйв Харольд
3. Четвертьфинал: Стивен Хендри 13:8 Найджел Бонд
4. Полуфинал: Стивен Хендри 16:9 Стив Дэвис
5. Финал: Стивен Хендри 18:17 Джимми Уайт

- 1995 Чемпион

1. 1/16 финала: Стивен Хендри 10:3 Стефан Мазроцис
2. 1/8 финала: Стивен Хендри 13:6 Тони Драго
3. Четвертьфинал: Стивен Хендри 13:8 Ронни О'Салливан
4. Полуфинал: Стивен Хендри 16:12 Джимми Уайт (в этом матче Хендри сделал свой первый 147 на чемпионатах мира)
5. Финал: Стивен Хендри 18:9 Найджел Бонд

- 1996 Чемпион

1. 1/16 финала: Стивен Хендри 10:8 Джейсон Фергюсон
2. 1/8 финала: Стивен Хендри 13:7 Гэри Уилкинсон
3. Четвертьфинал: Стивен Хендри 13:5 Даррен Морган
4. Полуфинал: Стивен Хендри 16:7 Найджел Бонд
5. Финал: Стивен Хендри 18:12 Питер Эбдон

- 1997 Финал

1. 1/16 финала: Стивен Хендри 10:6 Энди Хикс
2. 1/8 финала: Стивен Хендри 13:8 Марк Уильямс
3. Четвертьфинал: Стивен Хендри 13:10 Даррен Морган
4. Полуфинал: Стивен Хендри 17:13 Джеймс Уоттана
5. Финал: Кен Доэрти 18:12 Стивен Хендри

- 1998 Проигрыш в первом раунде

1. 1/16 финала: Джимми Уайт 10:4 Стивен Хендри

- 1999 Чемпион

1. 1/16 финала: Стивен Хендри 10:8 Пол Хантер
2. 1/8 финала: Стивен Хендри 13:7 Джеймс Уоттана
3. Четвертьфинал: Стивен Хендри 13:5 Мэттью Стивенс
4. Полуфинал: Стивен Хендри 17:13 Ронни О'Салливан
5. Финал: Стивен Хендри 18:11 Марк Уильямс

- 2000 Проигрыш в первом раунде

1. 1/16 финала: Стюарт Бинэм 10:7 Стивен Хендри

- 2001 Четвертьфинал

1. 1/16 финала: Стивен Хендри 10:5 Марк Дэвис
2. 1/8 финала: Стивен Хендри 13:5 Пол Хантер
3. Четвертьфинал: Мэттью Стивенс 13:5 Стивен Хендри

- 2002 Финал

1. 1/16 финала: Стивен Хендри 10:4 Шон Мёрфи
2. 1/8 финала: Стивен Хендри 13:3 Энтони Дэвис
3. Четвертьфинал: Стивен Хендри 13:12 Кен Доэрти
4. Полуфинал: Стивен Хендри 17:13 Ронни О'Салливан
5. Финал: Питер Эбдон 18:17 Стивен Хендри

- 2003 Четвертьфинал

1. 1/16 финала: Стивен Хендри 10:7 Гэри Уилкинсон
2. 1/8 финала: Стивен Хендри 13:11 Дрю Хенри
3. Четвертьфинал: Марк Уильямс 13:7 Стивен Хендри

- 2004 Полуфинал

1. 1/16 финала: Стивен Хендри 10:2 Стюарт Петтман
2. 1/8 финала: Стивен Хендри 13:12 Барри Пинчес
3. Четвертьфинал: Стивен Хендри 13:3 Иан Маккалох
4. Полуфинал: Ронни О'Салливан 17:4 Стивен Хендри

- 2005 Четвертьфинал

1. 1/16 финала: Стивен Хендри 10:7 Нил Робертсон
2. 1/8 финала: Стивен Хендри 13:3 Энтони Хэмилтон
3. Четвертьфинал: Мэттью Стивенс 13:11 Стивен Хендри

- 2006 Проигрыш в первом раунде

1. 1/16 финала: Найджел Бонд 10:9 Стивен Хендри

- 2007 1/8 финала

1. 1/16 финала: Стивен Хендри 10:7 Дэвид Гилберт
2. 1/8 финала: Алистер Картер 13:6 Стивен Хендри

- 2008 Полуфинал

1. 1/16 финала: Стивен Хендри 10:9 Марк Аллен
2. 1/8 финала: Стивен Хендри 13:7 Дин Цзюньхуэй
3. Четвертьфинал: Стивен Хендри 13:7 Райан Дэй
4. Полуфинал: Ронни О’Салливан 17:6 Стивен Хендри

- 2009 Четвертьфинал

1. 1/16 финала: Стивен Хендри 10:7 Марк Уильямс
2. 1/8 финала: Стивен Хендри 13:10 Дин Цзюньхуэй
3. Четвертьфинал: Шон Мёрфи 13:11 Стивен Хендри (в этом матче Хендри сделал свой второй 147 на чемпионатах мира)

- 2010 1/8 финала

1. 1/16 финала: Стивен Хендри 10:9 Чжан Аньда
2. 1/8 финала: Марк Селби 13:5 Стивен Хендри

- 2011 1/8 финала

1. 1/16 финала: Стивен Хендри 10:9 Джо Перри
2. 1/8 финала: Марк Селби 13:4 Стивен Хендри

- 2012 Четвертьфинал

1. 1/16 финала: Стивен Хендри 10:4 Стюарт Бинэм (в этом матче Хендри сделал свой третий 147 на чемпионатах мира)
2. 1/8 финала: Стивен Хендри 13:4 Джон Хиггинс
3. Четвертьфинал: Стивен Магуайр 13:2 Стивен Хендри

### Чемпионат Великобритании
- 1988 Второе место. Финальный счёт: Стивен Хендри 12:16 Дуг Маунтджой
- 1989 Чемпион. Финальный счёт: Стивен Хендри 16:12 Стив Дэвис
- 1990 Чемпион. Финальный счёт: Стивен Хендри 16:15 Стив Дэвис
- 1993 Второе место. Финальный счёт: Стивен Хендри 6:10 Ронни О'Салливан
- 1994 Чемпион. Финальный счёт: Стивен Хендри 10:5 Кен Доэрти
- 1995 Чемпион. Финальный счёт: Стивен Хендри 10:3 Питер Эбдон
- 1996 Чемпион. Финальный счёт: Стивен Хендри 10:9 Джон Хиггинс
- 1997 Второе место. Финальный счёт: Стивен Хендри 6:10 Ронни О'Салливан
- 2003 Второе место. Финальный счёт: Стивен Хендри 8:10 Мэттью Стивенс
- 2006 Второе место. Финальный счёт: Стивен Хендри 6:10 Питер Эбдон

### Гран-при
- 1987 Чемпион. Финальный счёт: Стивен Хендри 10:7 Деннис Тейлор
- 1990 Чемпион. Финальный счёт: Стивен Хендри 10:5 Найджел Бонд
- 1991 Чемпион. Финальный счёт: Стивен Хендри 10:6 Стив Дэвис
- 1995 Чемпион. Финальный счёт: Стивен Хендри 9:5 Джон Хиггинс

### British Open
- 1988 Чемпион. Финальный счёт: Стивен Хендри 13:2 Майк Халлетт
- 1991 Чемпион. Финальный счёт: Стивен Хендри 10:9 Гэри Уилкинсон
- 1997 Второе место. Финальный счёт: Стивен Хендри 2:9 Марк Уильямс
- 1998 Второе место. Финальный счёт: Стивен Хендри 8:9 Джон Хиггинс
- 1999 Чемпион. Финальный счёт: Стивен Хендри 9:5 Питер Эбдон
- 2003 Чемпион. Финальный счёт: Стивен Хендри 9:6 Ронни О'Салливан

### Мастерс
- 1989 Чемпион. Финальный счёт: Стивен Хендри 9:6 Джон Пэррот
- 1990 Чемпион. Финальный счёт: Стивен Хендри 9:4 Джон Пэррот
- 1991 Чемпион. Финальный счёт: Стивен Хендри 9:8 Майк Халлетт
- 1992 Чемпион. Финальный счёт: Стивен Хендри 9:4 Джон Пэррот
- 1993 Чемпион. Финальный счёт: Стивен Хендри 9:5 Джеймс Уоттана
- 1994 Второе место. Финальный счёт: Стивен Хендри 8:9 Алан Макманус
- 1996 Чемпион. Финальный счёт: Стивен Хендри 10:5 Ронни О'Салливан
- 1998 Второе место. Финальный счёт: Стивен Хендри 9:10 Марк Уильямс
- 2003 Второе место. Финальный счёт: Стивен Хендри 4:10 Марк Уильямс

### Welsh Open
- 1992 Чемпион. Финальный счёт: Стивен Хендри 9:3 Даррен Морган
- 1997 Чемпион. Финальный счёт: Стивен Хендри 9:2 Марк Кинг
- 1999 Второе место. Финальный счёт: Стивен Хендри 8:9 Марк Уильямс
- 2003 Чемпион. Финальный счёт: Стивен Хендри 9:5 Марк Уильямс
- 2005 Второе место. Финальный счёт: Стивен Хендри 8:9 Ронни О'Салливан

### Премьер-лига
- 1988 Второе место в групповом этапе, победитель — Стив Дэвис
- 1990 Второе место в групповом этапе, победитель — Стив Дэвис
- 1991 Победа в групповом этапе, победитель — Стив Дэвис
- 1992 Чемпион. Финальный счёт: Стивен Хендри 9:2 Стив Дэвис
- 1994 Чемпион. Финальный счёт: Стивен Хендри 10:7 Джон Пэррот
- 1995 Чемпион. Финальный счёт: Стивен Хендри 10:2 Кен Доэрти
- 1997 Второе место. Финальный счёт: Стивен Хендри 8:10 Ронни О'Салливан
- 2000 Чемпион. Финальный счёт: Стивен Хендри 9:5 Марк Уильямс
- 2001 Второе место. Финальный счёт: Стивен Хендри 7:9 Ронни О'Салливан
- 2004 Чемпион. Финальный счёт: Стивен Хендри 9:6 Джон Хиггинс
- 2005 Второе место. Финальный счёт: Стивен Хендри 0:6 Ронни О'Салливан

### Euroupean Open/Malta Cup
- 1990 Второе место. Финальный счёт: Стивен Хендри 6:10 Джон Пэррот
- 1993 Второе место. Финальный счёт: Стивен Хендри 4:10 Стив Дэвис
- 1993 Чемпион. Финальный счёт: Стивен Хендри 9:5 Ронни О'Салливан
- 1994 Чемпион. Финальный счёт: Стивен Хендри 9:3 Джон Пэррот
- 2001 Чемпион. Финальный счёт: Стивен Хендри 9:2 Джо Перри
- 2003 Второе место. Финальный счёт: Стивен Хендри 6:9 Ронни О'Салливан
- 2005 Чемпион. Финальный счёт: Стивен Хендри 9:7 Грэм Дотт

### Malta Grand Prix
- 1998 Чемпион. Финальный счёт: Стивен Хендри 7:6 Кен Доэрти
- 2001 Чемпион. Финальный счёт: Стивен Хендри 7:1 Марк Уильямс

### Asian Open/China Open
- 1989 Чемпион. Финальный счёт: Стивен Хендри 9:6 Джеймс Уоттана
- 1990 Чемпион. Финальный счёт: Стивен Хендри 9:3 Деннис Тейлор
- 2005 Второе место. Финальный счёт: Стивен Хендри 5:9 Дин Цзюньхуэй

### Dubai Classic
- 1989 Чемпион. Финальный счёт: Стивен Хендри 9:2 Дуг Маунтджой
- 1990 Чемпион. Финальный счёт: Стивен Хендри 9:1 Стив Дэвис
- 1992 Второе место. Финальный счёт: Стивен Хендри 8:9 Джон Пэррот
- 1994 Чемпион. Финальный счёт: Стивен Хендри 9:3 Стив Дэвис

### International Open
- 1989 Второе место. Финальный счёт: Стивен Хендри 4:9 Стив Дэвис
- 1993 Чемпион. Финальный счёт: Стивен Хендри 10:6 Стив Дэвис
- 1997 Чемпион. Финальный счёт: Стивен Хендри 9:1 Тони Драго

### Thailand Masters
- 1998 Чемпион. Финальный счёт: Стивен Хендри 9:6 Джон Пэррот
- 2000 Второе место. Финальный счёт: Стивен Хендри 5:9 Марк Уильямс
- 2001 Второе место. Финальный счёт: Стивен Хендри 3:9 Кен Доэрти

### Scottish Open
- 1999 Чемпион. Финальный счёт: Стивен Хендри 9:1 Грэм Дотт

### Scottish Masters
- 1989 Чемпион. Финальный счёт: Стивен Хендри 10:1 Терри Гриффитс
- 1990 Чемпион. Финальный счёт: Стивен Хендри 10:6 Терри Гриффитс
- 1994 Второе место. Финальный счёт: Стивен Хендри 7:9 Кен Доэрти
- 1995 Чемпион. Финальный счёт: Стивен Хендри 9:5 Питер Эбдон
- 2000 Второе место. Финальный счёт: Стивен Хендри 6:9 Ронни О'Салливан

### Irish Masters
- 1989 Второе место. Финальный счёт: Стивен Хендри 8:9 Алекс Хиггинс
- 1992 Чемпион. Финальный счёт: Стивен Хендри 9:6 Кен Доэрти
- 1995 Второе место. Финальный счёт: Стивен Хендри 8:9 Питер Эбдон
- 1997 Чемпион. Финальный счёт: Стивен Хендри 9:8 Даррен Морган
- 1999 Чемпион. Финальный счёт: Стивен Хендри 9:8 Стивен Ли
- 2000 Второе место. Финальный счёт: Стивен Хендри 4:9 Джон Хиггинс
- 2001 Второе место. Финальный счёт: Стивен Хендри 8:9 Ронни О'Салливан

### Трофей Северной Ирландии
- 2005 Второе место. Финальный счёт: Стивен Хендри 7:9 Мэттью Стивенс

### Pot Black Cup
- 1991 Второе место. Финальный счёт: Стивен Хендри 1:2 Стив Дэвис

### Scottish Professional Championship
- 1986 Чемпион. Финальный счёт: Стивен Хендри 10:5 Мэтт Гибсон
- 1987 Чемпион. Финальный счёт: Стивен Хендри 10:7 Джим Доннелли
- 1988 Чемпион. Финальный счёт: Стивен Хендри 10:4 Мёрдо Маклауд

### Liverpool Victoria Charity Challenge/Champion’s Cup
- 1995 Чемпион. Финальный счёт: Стивен Хендри 9:1 Деннис Тейлор
- 1997 Чемпион. Финальный счёт: Стивен Хендри 9:8 Ронни О'Салливан
- 1999 Чемпион. Финальный счёт: Стивен Хендри 7:5 Марк Уильямс

### Red Bull Champions Super League
- 1998 Второе место в групповом этапе, победитель — Стив Дэвис

### Red Bull Super Challenge
- 1998 Победа в групповом этапе, второе место — Джон Хиггинс

### Top Rank Classic
- 1995 Победа в групповом этапе, второе место — Джимми Уайт
- 1996 Победа в групповом этапе, второе место — нет данных

### Kent Classic
- 1992 Второе место. Финальный счёт: Стивен Хендри 5:6 Джон Пэррот

### Indian Challenge
- 1991 Чемпион. Финальный счёт: Стивен Хендри 9:5 Джон Пэррот

### 555 BCE Belgian Challenge
- 1991 Второе место. Финальный счёт: Стивен Хендри 9:10 Стив Дэвис

### Continental Airlines London Masters
- 1988 Чемпион. Финальный счёт: Стивен Хендри 4:2 Джон Пэррот
- 1989 Чемпион. Финальный счёт: Стивен Хендри 4:2 Джон Пэррот
- 1990 Второе место. Финальный счёт: Стивен Хендри 0:4 Стив Дэвис

### European Challenge
- 1992 Чемпион. Финальный счёт: Стивен Хендри 4:0 Джо Джонсон
- 1993 Чемпион. Финальный счёт: Стивен Хендри 5:3 Тони Драго

### Hong Kong Challenge
- 1991 Чемпион. Финальный счёт: Стивен Хендри 9:1 Джеймс Уоттана

### Hong Kong Masters
- 1987 Второе место. Финальный счёт: Стивен Хендри 3:9 Стив Дэвис

### Mercantile Credit Classic
- 1991 Второе место. Финальный счёт: Стивен Хендри 4:10 Джимми Уайт
- 1992 Второе место. Финальный счёт: Стивен Хендри 8:9 Стив Дэвис

### Norwich Union Grand Prix
- 1991 Второе место. Финальный счёт: Стивен Хендри 4:5 Джо Джонсон

### New Zealand Masters
- 1988 Чемпион. Финальный счёт: Стивен Хендри 6:1 Майк Халлетт

### Australian Masters
- 1988 Чемпион. Финальный счёт: Стивен Хендри 371-226 Майк Халлетт (суммарный счёт по итогам пяти фреймов)

### Pontins Professional Championship
- 1988 Чемпион. Финальный счёт: Стивен Хендри 9:6 Майк Халлетт

### World Doubles Championship
- 1986 Второе место. Финальный счёт: Стивен Хендри и Майк Халлетт 3:12 Стив Дэвис и Тони Мео
- 1987 Чемпионы. Финальный счёт: Стивен Хендри и Майк Халлетт 12:8 Клифф Торбурн и Деннис Тейлор

### World Masters Doubles
- 1991 Чемпионы. Финальный счёт: Стивен Хендри и Майк Халлетт 8:5 Джим Вич и Брэди Голлан

## Места в мировой табели о рангах
| Сезон                 | Место |
| --------------------- | ----- |
| 1985/86               | Дебют |
| 1986/87               | 51    |
| 1987/88               | 23    |
| 1988/89               | 4     |
| 1989/90               | 3     |
| 1990/91               | 1     |
| 1991/92               | 1     |
| 1992/93               | 1     |
| 1993/94               | 1     |
| 1994/95               | 1     |
| 1995/96               | 1     |
| 1996/97               | 1     |
| 1997/98               | 1     |
| 1998/99               | 2     |
| 1999/00               | 2     |
| 2000/01               | 3     |
| 2001/02               | 5     |
| 2002/03               | 6     |
| 2003/04               | 2     |
| 2004/05               | 3     |
| 2005/06               | 2     |
| 2006/07               | 1     |
| 2007/08               | 8     |
| 2008/09               | 6     |
| 2009/10               | 10    |
| 2010/11               | 11    |
| 2010/11. 1-й пересчёт | 10    |
| 2010/11. 2-й пересчёт | 14    |
| 2010/11. 3-й пересчёт | 13    |
| 2011/12               | 16    |
| 2011/12. 1-й пересчёт | 21    |
| 2011/12. 2-й пересчёт | 20    |
| 2011/12. 3-й пересчёт | 19    |

## Серийность
| Season    | Centuries | CP | Frames/Centuries | FP | Highest Break | Frames/70’s (70/F*100%) | Frames/50’s (50/F*100%) | Rank |
| --------- | --------- | -- | ---------------- | -- | ------------- | ----------------------- | ----------------------- | ---- |
| 1985-1986 | 2         | 16 | 113,5            | 27 | 141           | 13,35 (7,5 %)           | 5,4 (18,5 %)            | E    |
| 1986-1987 | 10        | 6  | 29,4             | 4  | 136           | 8,17 (12,2 %)           | 3,77 (26,5 %)           | F    |
| 1987-1988 | 13        | 2  | 33,54            | 4  | 128           | 7,43 (13,5 %)           | 3,68 (27,2 %)           | F    |
| 1988-1989 | 14        | 3  | 39,07            | 13 | 141           | 7,93 (12,6 %)           | 3,22 (31,1 %)           | D-   |
| 1989-1990 | 40        | 1  | 18,68            | 1  | 141           | 5,53 (18,1 %)           | 2,84 (35,2 %)           | C    |
| 1990-1991 | 43        | 1  | 16,79            | 1  | 142           | 5,55 (18 %)             | 2,61 (38,3 %)           | C    |
| 1991-1992 | 53        | 1  | 14,17            | 1  | 147           | 5,52 (18,1 %)           | 2,74 (36,5 %)           | B-   |
| 1992-1993 | 43        | 1  | 12,42            | 1  | 144           | 4,45 (22,5 %)           | 2,5 (40 %)              | B+   |
| 1993-1994 | 37        | 1  | 14,78            | 1  | 142           | 4,97 (20,1 %)           | 2,38 (42 %)             | B+   |
| 1994-1995 | 48        | 1  | 11,77            | 1  | 147           | 3,84 (26 %)             | 2,4 (41,7 %)            | U    |
| 1995-1996 | 51        | 1  | 10,69            | 1  | 147           | 3,98 (25,1 %)           | 2,31 (43,3 %)           | U    |
| 1996-1997 | 48        | 1  | 12,83            | 1  | 147           | 4,56 (21,9 %)           | 2,59 (38,6 %)           | A-   |
| 1997-1998 | 24        | 3  | 18,17            | 4  | 147           | 5,13 (19,5 %)           | 2,66 (37,6 %)           | B-   |
| 1998-1999 | 33        | 1  | 15,61            | 1  | 137           | 4,9 (20,4 %)            | 2,68 (37,3 %)           | C+   |
| 1999-2000 | 46        | 1  | 10,3             | 1  | 147(2)        | 4,89 (20,4 %)           | 2,68 (37,3 %)           | A-   |
| 2000-2001 | 27        | 3  | 17,81            | 5  | 147           | 5,06 (19,8 %)           | 2,59 (38,6 %)           | B    |
| 2001-2002 | 42        | 2  | 9,71             | 1  | 141           | 4,29 (23,3 %)           | 2,39 (41,8 %)           | A+   |
| 2002-2003 | 37        | 1  | 8,51             | 1  | 144           | 4,5 (22,2 %)            | 2,39 (41,8 %)           | A+   |
| 2003-2004 | 26        | 3  | 13,46            | 4  | 135(2)        | 4,17 (24 %)             | 2,41 (41,5 %)           | A-   |
| 2004-2005 | 31        | 2  | 10,68            | 3  | 141           | 4,24 (23,6 %)           | 2,69 (37,2 %)           | A-   |
| 2005-2006 | 19        | 3  | 13,84            | 4  | 142           | 5,98 (16,7 %)           | 3,09 (32,4 %)           | C    |
| 2006-2007 | 14        | 11 | 18,36            | 18 | 133           | 6,76 (14,8 %)           | 3,43 (29,2 %)           | D-   |
| 2007-2008 | 15        | 16 | 18,33            | 16 | 140           | 8,09 (12,4 %)           | 3,48 (28,7 %)           | D-   |
| 2008-2009 | 14        | 16 | 19,43            | 19 | 147           | 6,33 (15,8 %)           | 3,32 (30,1 %)           | D    |
| 2009-2010 | 15        | 12 | 14,53            | 9  | 132           | 5,59 (17,9 %)           | 2,95 (33,9 %)           | C-   |
| 2010-2011 | 8         | 51 | 29,88            | 50 | 147           | 6,64 (15,1 %)           | 3,68 (27,2 %)           | D    |
| 2011-2012 | 19        | 22 | 18,42            | 20 | 147           | 6,25 (16 %)             | 3,27 (30,6 %)           | D+   |

| Обозначения** |
| Менее 35 % тура показывает подобный уровень серийности или выше (F/70’s = 5,51 - 7 \|\| F/50’s = 2,91 - 3,3).    |
| Менее 20 % тура показывает подобный уровень серийности или выше (F/70’s = 4,71 – 5,5 \|\| F/50’s = 2,61 – 2,9).  |
| Менее 10 % тура показывает подобный уровень серийности или выше (F/70’s = 4 – 4,7 \|\| F/50’s = 2,36 – 2,6).     |
| Менее 5 % тура показывает подобный уровень серийности или выше (F/70’s = 3,71 - 3,99 \|\| F/50’s = 2,21 - 2,35). |

Centuries - количество сотенных серий за сезон.
CP - место по количеству сотенных серий относительно других игроков.
Frames/Centuries - количество фреймов, затраченных на выполнение одной сотенной серии.
FP - место по количеству фреймов, затраченных на выполнение одной сотенной серии, относительно других игроков.
Highest Break - наивысший брейк.
Frames/70’s (70/F*100%) - количество фреймов, затраченных на выполнение одного брейка в 70 и более очков, а также процент фреймов, проведённых с такой серией.
Frames/50’s (50/F*100%) - количество фреймов, затраченных на выполнение одного брейка в 50 и более очков, а также процент фреймов, проведённых с такой серией.
Rank – общий уровень серийности на основании всех показателей (F , E , D, C – высокая, B – очень высокая, A – выдающаяся, U, S).
* При подсчёте места учитываются только те игроки, кто сыграл за сезон 100 фреймов и более.
** Все сравнения сделаны относительно уровня игры в снукер 2011-2019 годов.